# Return of the Living Dead: Rave from the Grave
Return of the Living Dead: Rave from the Grave é um telefilme estadunidense de 2009, dos gêneros horror e ficção científica, dirigido por Ellory Elkayem como parte da série Return of the Living Dead.

## Sinopse
Refazendo sua vida depois do ocorrido em Necropolis, Julian, agora na faculdade, encontra um pacote misterioso no sótão da casa do seu tio. Julian leva o pacote para seu amigo Cody para ser analisado, e descobrem uma misteriosa droga ainda mais potente que o ecstasy. Uma mega festa rave está programada, ao saber disso, Skeet, um traficante, traça seus planos para vender o que puder da droga nesta balada. Mas a droga revela um efeito colateral aterrorizante, à medida que é consumida, o que deveria ser uma experiência psicodélica transforma os usuários em zumbis!